# Ali Bujsaim
Ali Busajim (Dubái, Emiratos Árabes Unidos, 9 de septiembre de 1959) es un exárbitro de fútbol de los Emiratos Árabes Unidos.
Fue árbitro FIFA, siendo parte de los jueces en tres ediciones de la Copa Mundial de Fútbol, en Estados Unidos 1994, Francia 1998 y Corea-Japón 2002.
Asimismo, fue el juez central en la final de la Copa Asiática 2000.